# Elena Poniatowska

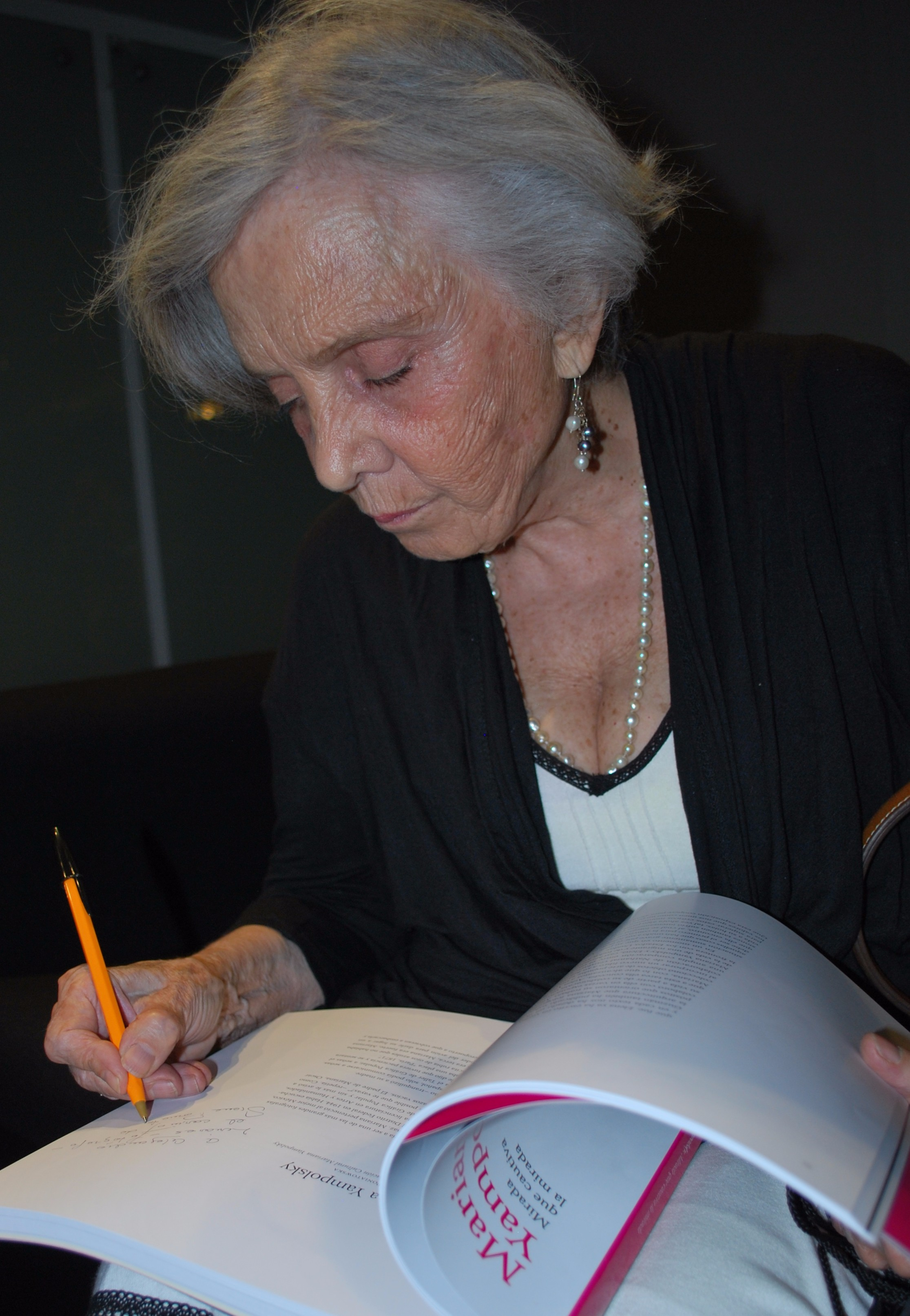
Elena Poniatowska 2012

Elena Poniatowska (eigentlich Hélène Elizabeth Louise Amélie Paula Dolores Poniatowska Amor; * 19. Mai 1932 in Paris) ist eine der renommiertesten Schriftstellerinnen und Journalistinnen in Mexiko.

## Leben
Als Tochter der Mexikanerin Paulette Dolores Amor (deren Familie nach der Enteignung ihrer Ländereien im Zuge der Mexikanischen Revolution nach Frankreich geflüchtet war) und des polnischen Adligen Jean Evremont Poniatowski, wurde Hélène Poniatowska Amor 1932 in Paris geboren (ein ebenfalls kursierendes Geburtsjahr 1933 wurde durch oftmaliges falsches Abschreiben weit tradiert, seit Emmanuel Carballo in seiner Anthologie diesen Fehler begangen hat). 1941 floh die Mutter mit den beiden Töchtern vor den Nationalsozialisten und kehrte 1942 nach Mexiko zurück. Der Vater kämpfte bis zum Ende des Weltkriegs in der französischen Armee und kam erst dann nach. Einige dieser prägenden Erlebnisse der Kindheit hat die Autorin in ihrem autobiographischen Roman La Flor de Lis (1988) literarisch verarbeitet. Die mexikanische Dichterin Guadalupe („Pita“) Amor (1920–2000) war ihre Tante mütterlicherseits.
Von ihrem mexikanischen Kindermädchen Magdalena Castillo lernte die Achtjährige Spanisch, denn die Eltern hielten dies nicht für wichtig und schickten sie in englischsprachige Klosterschulen in Mexiko und den USA. Doch Elena entsprach von klein auf nicht den Klischeevorstellungen einer polnischen Prinzessin; anstatt standesgemäß zu heiraten, versuchte sie sich als Journalistin, und zwar so erfolgreich, dass sie bald zu den gefragtesten Interviewern gehörte. 1954, kurz bevor ihr erster Sohn Emmanuel geboren wurde, veröffentlichte sie Lilus Kikus, eine Sammlung poetischer Erzählungen über ein aufmüpfiges kleines Mädchen, das stets ungehörige Fragen stellt. Zunehmend begann sie sich nun für das Mexiko abseits der high society zu interessieren, entwickelte den für ihre Texte so typischen Stil zwischen Dokumentar- und Erzählliteratur, denn sie wollte „ihre Stimme denen leihen, die nicht für sich selber sprechen konnten“. So gab sie 1963 das Buch Todo empezó el domingo heraus, eine Chronik der Sonntagsausflüge der Besitzlosen.
Eines Tages war sie von der Stimme einer alten Wäscherin so fasziniert, dass sie begann, diese Frau zu interviewen, die als „Jesusa Palancares“ in die Annalen der mexikanischen Literatur eingehen sollte, Hauptfigur in Poniatowskas Roman Hasta no verte, Jesús mío (Ein Leben allem zum Trotz). Eine mürrische, verbitterte Außenseiterin erzählt darin in Ich-Form ihr Leben, das in die Wirrnisse der Mexikanischen Revolution eingebunden verläuft und so gar nicht dem üblichen Klischee eines gutbürgerlichen Frauenlebens entspricht. 1968 markiert einen tiefen Einschnitt in der mexikanischen Geschichte mit dem „Massaker von Tlatelolco“ vom 2. Oktober während der Präsidentschaft von Díaz Ordaz, bei dem die Regierung in eine Studentendemonstration schießen ließ, mit einem Saldo von wahrscheinlich mehreren Hunderten Toten. Poniatowska stellte nach Aussagen von Augenzeugen, Überlebenden, politischen Gefangenen und deren Angehörigen eine Chronik zusammen, La noche de Tlatelolco, die dem beschämenden Schweigen der offiziellen Medien entscheidend entgegenwirken sollte. Als sie dafür 1971 aus den Händen des Staatspräsidenten Echeverría den renommierten Xavier-Villaurrutia-Preis erhalten sollte, lehnte sie ihn ab mit der Begründung: „Und wer prämiert die Toten?“

Elena Poniatowska 1989 bei einer Autogrammstunde in Mexiko-Stadt

1978 erschien Querido Diego (Lieber Diego), eine Serie von fiktiven Briefen der russischen Malerin Angelina Beloff, deren typisches Frauenschicksal als verlassene Geliebte des Malers Diego Rivera Poniatowska berührt hatte. Im Jahr darauf lieh sie Gaby Brimmer, einer spastisch gelähmten Frau, die nur ihren linken großen Zeh zur Kommunikation benützen konnte, ihre Stimme für deren autobiographische Aufzeichnungen. Ebenfalls 1979 erschien der Erzählband De noche vienes und ein Jahr später Fuerte es el silencio (Stark ist das Schweigen), eine Sammlung von Reportagen über die Armenviertel von Mexiko-Stadt und die Selbstorganisation von deren Bewohnern. Das schwere Erdbeben von 1985 nahm sie zum Anlass, ein weiteres Dokumentarwerk zu verfassen, in dem die Näherinnen, die Obdachlosen, die Witwen und Überlebenden zu Wort kommen (Nada, nadie...). 1992 veröffentlichte sie ihren zweiten Roman, an dem sie zehn lange Jahre ihres Lebens gearbeitet hatte: Tinissima, eine literarisierte Biographie der Fotografin Tina Modotti, die in den zwanziger Jahren in Mexiko Aufsehen durch ihren freisinnigen Lebenswandel und ihre Verstrickung in diverse politische Attentate erregte und schließlich als stalinistische Agentin in Moskau, im Spanischen Bürgerkrieg und in Mexiko fungierte. In Luz y luna, las lunitas (1994) legte Poniatowska noch einmal die Hintergründe von Jesusas Geschichte dar, berichtete nostalgisch über die letzten Straßenverkäufer in Mexiko-Stadt und schrieb über die „muchachas“, die rechtlosen indianischen Dienstmädchen.

## Privatleben
Elena ist die Cousine des französischen Politikers Michel Poniatowski (1922–2002). Die in der französischen Politik aktiven Politiker Ladislas Poniatowski (1946−) und Axel Poniatowski (1952−) sind Cousins zweiten Grades.

## Preise
- Premio Mazatlán, 1970, für Hasta no verte Jesús mío
- Premio Xavier Villaurrutia, 1970 (von ihr zurückgewiesen), für La noche de Tlatelolco
- Premio Nacional de Periodismo (als erste Frau) für ihre Interviews, 1978
- Premio Manuel Buendía, 1987
- Premio Coatlicue, 1990
- Premio Mazatlán de Literatura, 1992, für Tinísima
- Premio Nacional Juchimán, von der Fundación Juchimán, 1993
- Premio Alfaguara de Novela, 2001 für La piel del cielo
- Premio Nacional de Ciencias y Artes (Lingüística y Literatura), 2002
- Premio Internacional de Novela Rómulo Gallegos, 2007 für El tren pasa primero
- Premio Biblioteca Breve, 2011, für Leonora
- Cervantespreis, 2013
- Belisario Dominguéz Medaille, 2023
- Premio Carlos Fuentes, 2023

## Werk
Elena Poniatowska kennzeichnet als Schriftstellerin eine sehr eigene Arbeitsweise; sie verbindet in ihren Werken ihre Arbeit als Journalistin und Schriftstellerin, indem sie Elemente der außersprachlichen Wirklichkeit, vor allem auf Basis von Interviews, in ihre Geschichten mit einbaut oder sie sogar zu ihrem Hauptthema macht.

### Titel
- Lilus Kikus, México: Los Presentes, 1954; neuere Ausgabe: México: Ed. Era, 1991 ISBN 968-411-132-0
- Melés y Teleo. Apuntes para una comedia. México: Revista Panoramas, 1956.
- Todo empezó el domingo. Ill. von Alberto Beltrán. México: Fondo de Cultura, 1963. Neuere Ausgabe: México, D.F.: Ed. Océano de México, 1998 (Tiempo de México) ISBN 970-651-052-4
- Palabras cruzadas. Crónicas. México: Era, 1961. (Biblioteca Era)
- Hasta no verte, Jesús mío. México 1969. Neuere Ausgabe: Barcelona: Nuevas Ed. de bolsillo, 2002 (Ave Fénix de bolsillo; 326,4). ISBN 84-8450-829-3
  - Jesusa – Ein Leben allem zum Trotz. Aus dem Span. von Karin Schmidt. Göttingen: Lamuv-Verlag, 1992 (Lamuv-Taschenbuch; 123) ISBN 3-88977-309-5 [Erstauflage unter dem Titel Allem zum Trotz... Das Leben der Jesusa. (= Hasta no verte, Jesús mío). Aus dem Spanischen von Karin Schmidt. Bornheim-Merten: Lamuv, 1982.]
- La noche de Tlatelolco. Testimonios de historia oral. México 1971. Neuere Ausgabe: México, Ed. Era, 1993 ISBN 968-411-220-3
- Querido Diego, te abraza Quiela. México 1978; neuere Ausgabe: México, D.F.: Ed. Era, 1988 (Biblioteca Era; 109). ISBN 968-411-214-9
  - Lieber Diego. Aus d. mexikan. Span. von Astrid Schmitt. Frankfurt: Suhrkamp 1988; Taschenbuchausgabe: Frankfurt a. M.: Suhrkamp, 1989 (Suhrkamp-Taschenbuch; 1592) ISBN 3-518-38092-3
- De noche vienes. México: Grijalbo, 1979; neuere Ausgabe: México: Ed. Era, 1992 ISBN 968-411-136-3
- Gaby Brimmer. México: Grijalbo, 1979. ISBN 968-419-101-4. Neuere Ausgabe: 3. ed. Buenos Aires; México; Barcelona: Ed. Grijalbo, 1980.
- Fuerte es el silencio. México 1980; neuere Ausgabe: México: Era 1991 (Biblioteca Era; 128/10: Série crónicas) ISBN 968-411-054-5
  - Stark ist das Schweigen. 4 Reportagen aus Mexiko. Übersetzt von Anna Jonas und Gerhard Poppenberg. Frankfurt: Suhrkamp, 1982 (Suhrkamp-Taschenbuch; 1438) [2. Auflage 1987] ISBN 3-518-37938-0
- Domingo 7. México 1982; neuere Ausgabe: México: Oceano, 1985. ISBN 968-493-023-2
- El último guajolote. México: Cultura/SEP; Martín Casillas, 1982. (Colección Memoria y olvido : imágenes de México)
- ¡Ay vida, no me mereces! Carlos Fuentes, Rosario Castellanos, Juan Rulfo, la literatura de la Onda México 1985; neuere Ausgabe: México: Joaquín Mortiz, 1992. ISBN 968-27-0495-2
- La „Flor de Lis“. México: Ed. Era, 1988; neuere Ausgabe: México: Era, 1992. ISBN 968-411-171-1
- Nada, nadie. Las voces del temblor. México: Era, 1988; neuere Ausgabe: México: Ed. Era, 1994 (Biblioteca Era: Crónica). ISBN 968-411-173-8
- Todo México I-VII. México: Diana, 1991–2002. ISBN 968-13-2093-X
- Tinísima. México 1992: neuere Ausgabe: México: Era, 1993. ISBN 968-411-305-6
  - Tinissima. Der Lebensroman der Tina Modotti. Aus dem Spanischen von Christiane Barckhausen-Canale. Mit Fotografien. Frankfurt a. M.: Suhrkamp 1996, ISBN 3-518-40816-X; Taschenbuch-Ausgaben, Suhrkamp: 1998 ISBN 3-518-39356-1 [st 2856], 1999 ISBN 978-3-518-39356-7, 2003
- Luz y luna, las lunitas. México: Ed. Era, 1994. ISBN 968-411-374-9
- Paseo de la reforma. Barcelona: Plaza & Janés, 1996 (Ave Fénix: serie mayor) ISBN 968-11-0193-6
- Las soldaderas. México: Ed. Era [u. a.], 1999. ISBN 968-411-451-6, ISBN 970-18-2068-1
- Octavio Paz, las palabras del árbol. Barcelona: Plaza & Janés, 1998. ISBN 968-11-0299-1
- Las mil y una... La herida de Paulina. Barcelona: Plaza & Janés, 2000. ISBN 968-11-0405-6
- Juan Soriano. Niño de mil años. México: Plaza y Janés, 2000. ISBN 968-11-0331-9
- Las siete cabritas. México, D.F.: Ed. Era, 2000 (Biblioteca Era: 40) ISBN 968-411-498-2
- Mariana Yampolsky y la buganvillia. México: Plaza & Janés, 2001. ISBN 968-11-0466-8
- La piel del cielo (Die Haut des Himmels), Madrid: Alfaguara, 2001. ISBN 84-204-4241-0
- Tlapalería. México, D.F.: Ed. Era, 2003 (Biblioteca Era: Narrativa). ISBN 968-411-564-4
- Obras reunidas. México, D.F.: Fondo de Cultura Económica, 2005. ISBN 968-16-7812-5 (obra completa)
- El tren pasa primero. Madrid: Alfaguara, 2006. ISBN 84-204-6983-1
- Amanecer en el Zócalo. Los 50 días que confrontaron a México. 2007 (Chronik)
- Leonora. México : Seix Barral, 2011 ISBN 607-07-0632-3
  - Frau des Windes. Roman. Aus dem Spanischen von Maria Hoffmann-Dartevelle. Insel, Berlin 2012 (Leonora Carrington)

## Weiterführende Literatur

### Bücher
- Priska M. Ballmaier: Von der Möglichkeit, ich zu sagen: Versionen weiblicher Lebensentwürfe im Werk mexikanischer Autorinnen. (= Schriftenreihe Feminat. 10). Verlag Dr. Kovač, Hamburg 2001, ISBN 3-8300-0371-4.
- Beth Ellen Jörgensen: The Writing of Elena Poniatowska: Engaging Dialogues. (= The Texas Pan American Series). Univ. of Texas Press, Austin, Tex. 1994, ISBN 0-292-74033-6.
- María Teresa Medeiros-Lichem: Reading the Feminine Voice in Latin American Women's Fiction: from Teresa de la Parra to Elena Poniatowska and Luisa Valenzuela. (= Latin America. 2). Lang, New York / Vienna u. a. 2002, ISBN 0-8204-5665-9.
- Barbara Plavčak: Die Annäherung an die Wirklichkeit in der Testimonialliteratur: Zu Elena Poniatowskas „Hasta no verte Jesús mío“ und „La noche de Tlatelolco“. unveröff. Mag.arb., Univ. Graz 1997.
- Walescka Pino-Ojeda: Sobre castas y puentes: Conversaciones con Elena Poniatowska, Rosario Ferré y Diamela Eltit. (= Serie Ensayo). Ed. Cuarto Propio, Providencia, Santiago 2000, ISBN 956-260-208-7.
- Lynn Stephen: Stories That Make History: Mexico through Elena Poniatowska’s Cronicas. Duke University Press, Durham 2021, ISBN 978-1-4780-1464-5.

### Aufsätze
- Juan Bruce-Novoa: Elena Poniatowska: The Feminist Origins of Commitment. In: Women's Studies International Forum. Band 6, Nr. 5, 1983, S. 509–516.
- B. G. Chevigny: The Transformation of Privilege in the Work of Elena Poniatowska. In: Latin American Literary Review. Band 13, Nr. 26, 1985, S. 49–62.
- Magdalena García Pinto: Elena Poniatowska. In: dies: Women Writers of Latin America. Intimate Histories. Austin (Texas) 1991, S. 163–181.
- J. Hancock: Elena Poniatowska's 'Hasta no verte, Jesús mío': The Remaking of the Image of Woman. In: Hispania. Band 66, Nr. 3, 1983, S. 353–359.
- Beth Miller: Interview with Elena Poniatowska. In: Latin American Literary Review. Band 4, Nr. 7, 1975, S. 73–78.
- Erna Pfeiffer: Textkörper – Körpertexte: Leben mit Behinderung in Werken zeitgenössischer lateinamerikanischer Autorinnen: Alicia Kozameh, Elena Poniatowska, María Luisa Puga. In: Anita Prettenthaler-Ziegerhofer (Hrsg.): Menschen mit Behinderung: Leben wie andere auch. Grazer Universitätsverlag, Graz 2006, S. 247–256.